# Lexin
Lexin és un lexicó en línia que permet traduir entre el suec i una varietat d'altres idiomes. La seva utilitat original era ajudar els immigrants a traduir entre el suec i la seva llengua nadiua, però el lexicó anglès-suec, si més no, és tan complet que molts l'usen regularment. Permet de traduir entre el suec i albanès, anglès, àrab, bosnià, croat, espanyol, finès, grec, kurmanji, rus, serbi, somali, turc.